# Красная Улька
Красная Улька (адыг. Улэжъые Плъыжь) — хутор в Майкопском муниципальном районе Республики Адыгея России. Административный центр Красноульского сельского поселения.

## Этимология
Хутор назван по реке Улька.

## Население
| 2002 | 2010 | 2013 | 2014 | 2015 | 2016 | 2017 |
| ---- | ---- | ---- | ---- | ---- | ---- | ---- |
| 379  | →379 | ↗388 | ↗395 | ↗406 | ↗417 | ↘413 |
| 2018 | 2019 | 2020 | 2021 | 2023 | 2024 |      |
| ↘401 | ↘399 | ↗405 | ↘355 | ↗362 | ↗363 |      |

### Национальный состав
По данным Всероссийской переписи населения 2021 года:
| Народ               | Численность, чел. | Доля от всего населения, % |
| ------------------- | ----------------- | -------------------------- |
| русские             | 286               | 80,56 %                    |
| армяне              | 14                | 3,94 %                     |
| корейцы             | 11                | 3,10 %                     |
| адыги               | 8                 | 2,26 %                     |
| курды               | 7                 | 1,97 %                     |
| цыгане              | 6                 | 1,69 %                     |
| другие / не указано | 23                | 6,48 %                     |
| всего               | 355               | 100,0 %                    |

## Улицы
| - ул. Новая, - ул. Октябрьская, | - ул. Солнечная, - ул. Транспортная. |

## Известные уроженцы
- Леднев, Валентин Петрович (род. 1941) — советский и российский партийный и государственный деятель.